# Gottfried von Neifen

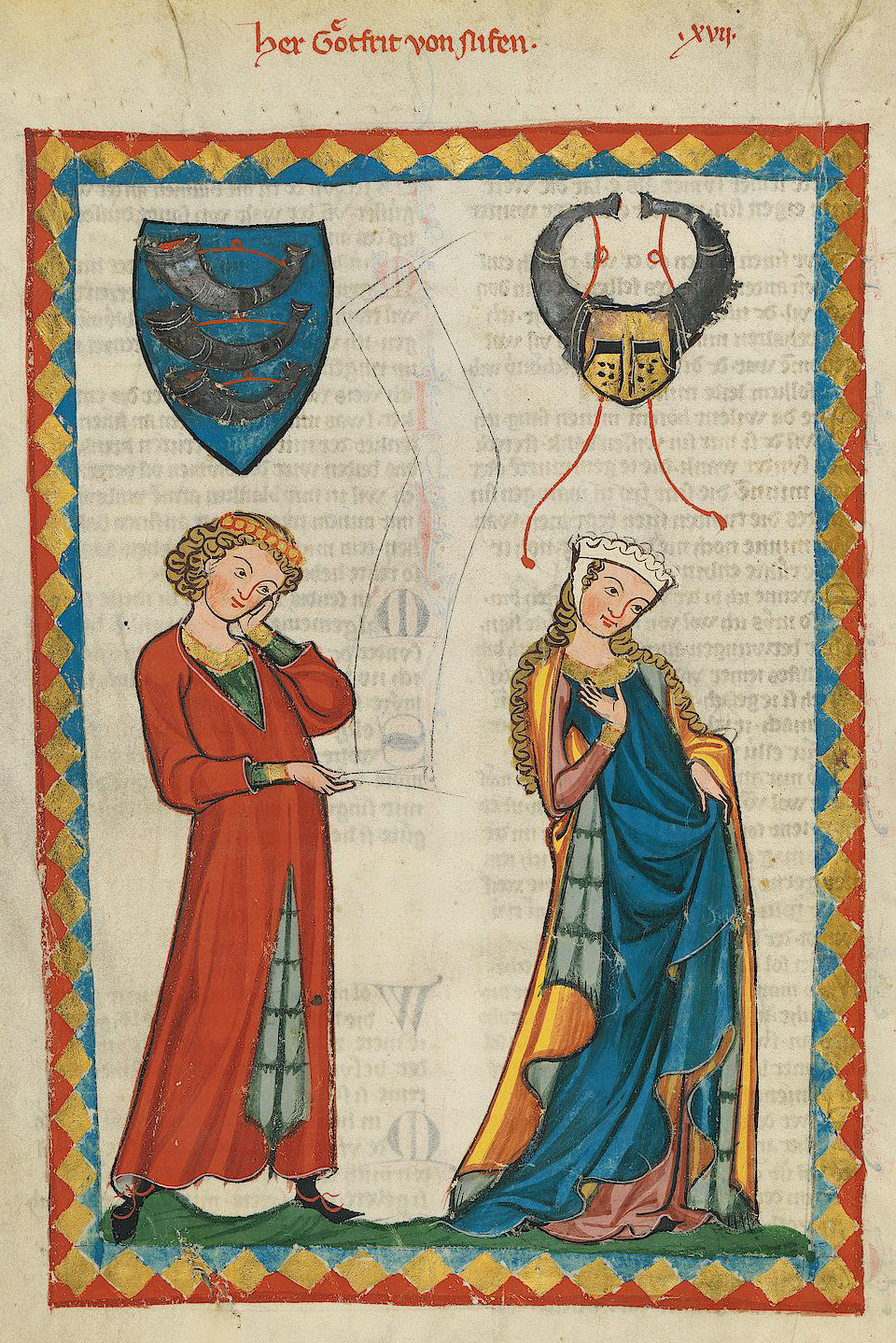
Gottfried von Neifen in der Darstellung des Codex Manesse (um 1300)

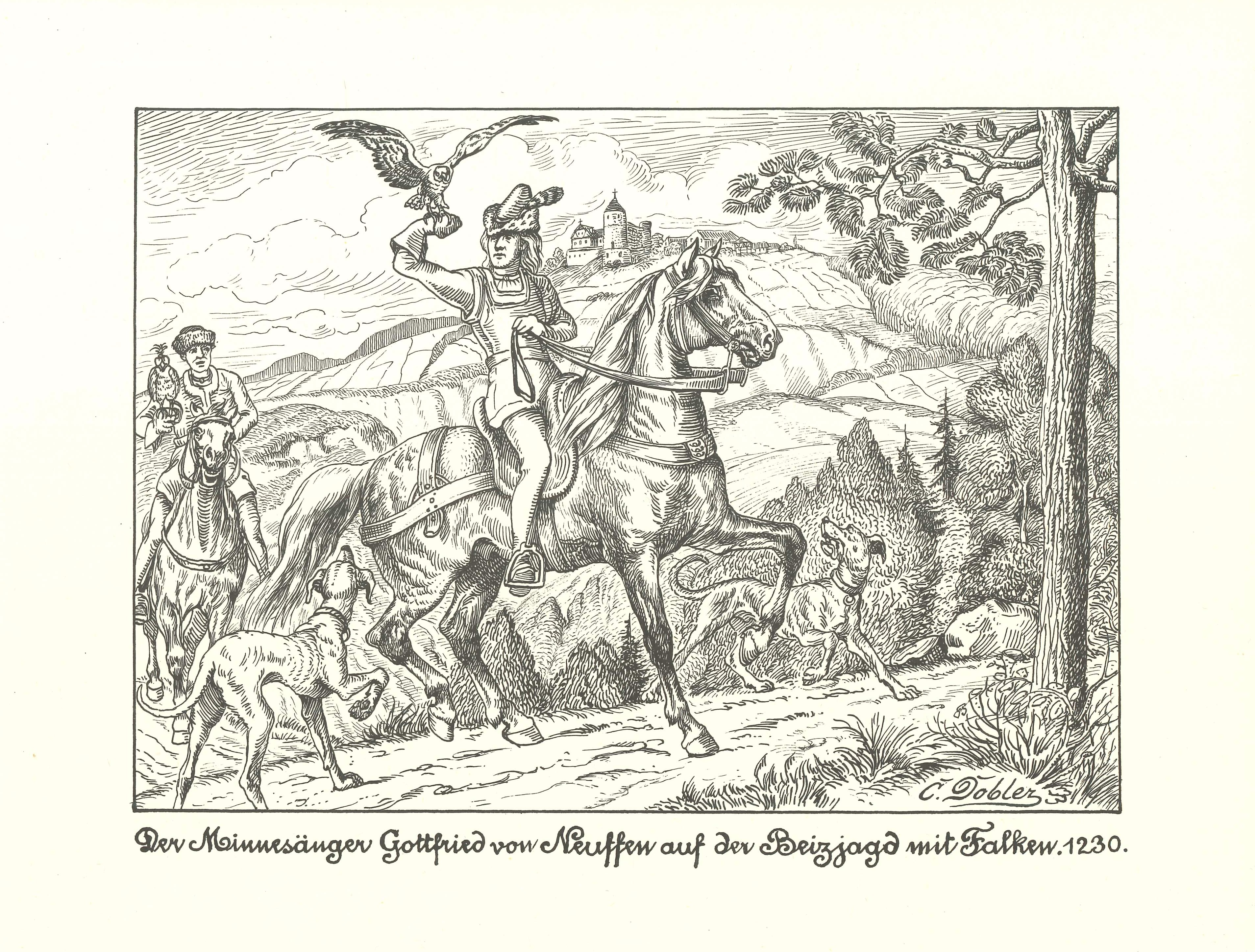
Gottfried von Neuffen in einer Darstellung von Carl Dobler (1920)

Gottfried von Neifen war ein deutschsprachiger Minnesänger, der bei Urach geboren wurde und in Urkunden aus dem Zeitraum von 1230 bis etwa 1255 erwähnt wird. Gottfried von Neifen entstammte dem schwäbischen Adelsgeschlecht der Herren von Neuffen. Sein Stammsitz war die Burg Hohenneuffen. Er gehörte zum Kreise Heinrichs (VII.) und seine Dichtung wurde von Walther von der Vogelweide und Neidhart von Reuental beeinflusst. Umgekehrt beeinflusste er Ulrich von Winterstetten und Konrad von Würzburg.
Seine Werke, die schon eine deutliche Distanz zur Hochphase des Minnesangs aufweisen, in der der ungelohnte Dienst an der Herrin gepriesen wurde, bestechen bei aller Ironie durch sprachliche Meisterschaft. In raffinierten Klang- und Reimspielen wird Sinnesfreude, Leichtigkeit und Beschwingtheit ausgedrückt. Melodien aus seiner Feder sind nicht überliefert.

## Werke
- Wer gesach ie wunneklicher me den svessen meigen? (Volltext)
- Schouwet ûf den anger (Volltext)
- Saelic saelig sî diu wunne (Volltext)